# Epiphora niepelti
Epiphora niepelti är en fjärilsart som beskrevs av Gschwandner. 1925. Epiphora niepelti ingår i släktet Epiphora och familjen påfågelsspinnare. Inga underarter finns listade i Catalogue of Life.